# Karl Gehrmann
Karl Gehrmann (* 30. April 1884 in Ferchesar; † 27. Juli 1953) war ein deutscher Politiker (KPD).

## Leben
Gehrmann war gelernter Mechaniker und als Hornarbeiter (Horn-verarbeitender Beruf) in Rathenow tätig.
1906 trat er der SPD bei, wo er zum linken Flügel zählte. 1917 gehörte er zu den Gründern der Spartakusgruppe. Um nicht einberufen zu werden, lebte er zeitweilig in der Illegalität. Nach der Novemberrevolution wurde er Mitglied des Arbeiter- und Soldatenrates in Rathenow. Er nahm als Delegierter an dem zur Jahreswende 1918/1919 stattfindenden Gründungsparteitag der Kommunistischen Partei Deutschlands (KPD) teil. Er war an der Gründung der KPD in Rathenow beteiligt und hatte lange Jahre deren Leitung inne.
1921 und 1924 wurde Gehrmann für die KPD in den Preußischen Landtag gewählt. Er war Mitglied der Bezirksleitung Berlin-Brandenburg und gehörte dem linken Flügel der KPD an. Als Reaktion auf den „Offenen Brief“, den die Kommunistische Internationale 1925 an die Mitglieder der KPD richtete und durch den die KPD-Spitze um Ruth Fischer und Arkadij Maslow entmachtet wurde, positionierte sich Gehrmann zunächst gegen die Komintern. Auch unterschrieb er 1926 den „Brief der 700“, welcher unter anderem von der Weddinger Opposition initiiert worden war. 1927 überzeugte ihn jedoch das Zentralkomitee für seine Linie, auch wenn die Mehrheit der KPD-Ortsgruppe Rathenow anderer Meinung war und zum Leninbund wechselte. 1928 wurde Gehrmann daher erneut als KPD-Kandidat bei der Landtagswahl aufgestellt und gewählt. Im Folgejahr wurde er Unterbezirksleiter der KPD Berlin-Süd und war anschließend einige Jahre als KPD-Parteisekretär für die Ost- und Westprignitz tätig.
1932 trat Gehrmann nicht mehr bei der Landtagswahl an. 1933/34 war er achtzehn Monate lang im KZ Oranienburg inhaftiert. Nach Ende der Zeit des Nationalsozialismus gehörte er 1945 wieder zu den Begründern der KPD in Rathenow. Er wurde Landrat des Kreises Westhavelland und anschließend als Oberregierungsrat persönlicher Referent bei Heinrich Rau, der zu dieser Zeit als Brandenburgischer Minister für Wirtschaft amtierte. Zuletzt war Gehrmann Leiter der VVN-Dienststelle im Kreis Westhavelland.